# Hiroto Mogi
Hiroto Mogi (født 2. marts 1984) er en japansk fodboldspiller, som spiller for den japanske fodboldklub Fukushima United FC.